# Nossa Senhora do Pilar (1715)
A Nossa Senhora do Pilar foi uma nau de linha da Marinha Portuguesa, de 1715 à 1740.
Foi construída em Salvador (Bahia) em 1715, por encomenda da coroa portuguesa e estava armada com 80 peças de artilharia. Foi uma das maiores naus da Marinha Portuguesa em sua época. Seu armamento foi custeado pelo infante D. Francisco, irmão do rei D. João V.
Participou da Batalha de Matapão, em 1717, como nau almiranta da esquadra portuguesa, na qual foi comandada pelo Conde de São Vicente. Sendo uma das naus que compôs a linha de frente nessa batalha.